# Erik Lundh (journalist)
Erik Samuel Lundh, född 17 juli 1879 i Malungs församling i Kopparbergs län, död 13 juli 1944 i Örebro Olaus Petri församling i Örebro län, var en svensk journalist och författare. Han använde bland annat signaturerna E.S.L. och Ecke.

## Biografi
Föräldrar var folkskolläraren Jonas Lundh och Brita Jonsdotter och han var äldre bror till Paul Lundh. Han var utbildad vid Bachmanska stiftelsen, slöjd- och teknisk skola 1895 och vid Dalarnas folkhögskola 1898–1899 men genomgick också flera kurser. Han var redaktionssekreterare i tidningen Blå Bandet 1902–1904, platsredaktör för Arboga Nyheter 1905, redaktör och utgivare av studiebibl. Ungdomsarbete 1912–1922 och redaktionssekreterare i Nerikes-Tidningen från 1906. 1923 blev han medlem i Publicistklubben.
Han var ordförande i styrelsen för Nerikes-Västmanlands-kretsen av Svenska Journalistförbundet 1920–1921 samt revisor där ett par år. Han var ledamot av Olaus Petri församlings kyrkofullmäktige från 1932, vice ordförande i Örebro läns föreläsningsförbund från 1932, sekreterare i Örebro föreläsningsförening från 1913, föreståndare från 1931, ordförande i Örebro blåbandsförening från 1933, ledamot i styrelsen för Örebro frisinnade förening från 1929.
Lundh gifte sig 1912 med läraren Estrid Nilsson (1891–1976), dotter till trädgårdsmästaren August Nilsson, Vadsbro, och Matilda Hellgren. De fick fyra barn. Arne Lundh (1913-2004), Birgit Lundh (1915-1990), Ann-Margrete Lundh (1919-2007) och Nils-Erik Lundh (1932-2017).

### Skönlitteratur
- Prolog vid Örebro blåbandsförenings invigning av sin lokal den 8 dec. 1907. Örebro. 1907. Libris 2880637
- Ungt : tendensvers och en del annat till nykterhetsarbetets tjänst. Örebro. 1910. Libris 1615594
- Där bergen blåna med flera dikter. Örebro. 1924. Libris 1487207

### Varia
- Plats för ungdomen. Blåbandsförenings ungdomsförbund, Sveriges. Ströskrifter ; 1. Örebro. 1911. Libris 2880636
- Bemärkta personer från Örebro län : en namnförteckning utg. av Nerikestidningen. Örebro: Örebro nya tr.-a.-b. 1916. Libris 1655531 - Utgiven anonymt.
- Fjugesta förr och nu : några kortfattade anteckningar sommaren 1923. Örebro: Örebro Nya tr.-a.-b. 1923. Libris 1487209
- En jaktens och skogslivets skildrare : några anteckningar till 100-års minnet av Gustaf Schröders födelse. Örebro: Örebro nya tr.-a.-b. 1924. Libris 1487208
- Äventyret bortom bergen : några glimtar ur en dalapojkes [Vrång Per Anderssons] liv och leverne. Örebro: Lindhska bokh. i distr. 1933. Libris 1348398
- Örebro föreläsningsförening 1886-1936. Örebro: Örebro nya tr.-ab. 1937. Libris 1378076